# Місячне затемнення 21 грудня 2010 року

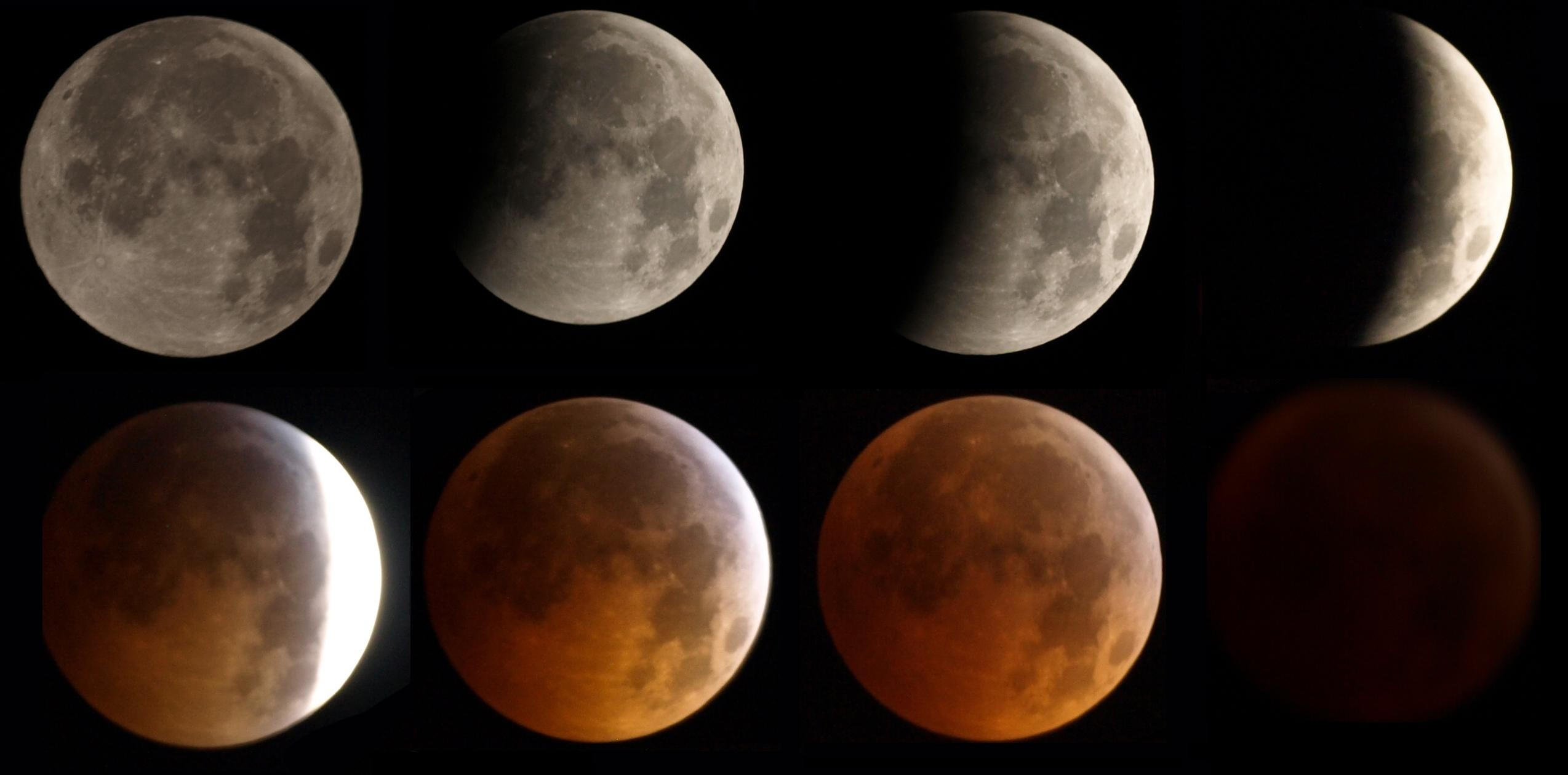
Динаміка затемнення в Торонто(Канада)

Місячне затемнення 21 грудня 2010 року — це повне місячне затемнення, що спостерігалося в ніч з 20 грудня на 21 грудня 2010 року. Найкраще його було видно на території Північної Америки, дещо гірше на території Західної Європи та північної Африки.

## Часові характеристики

### Північна Америка

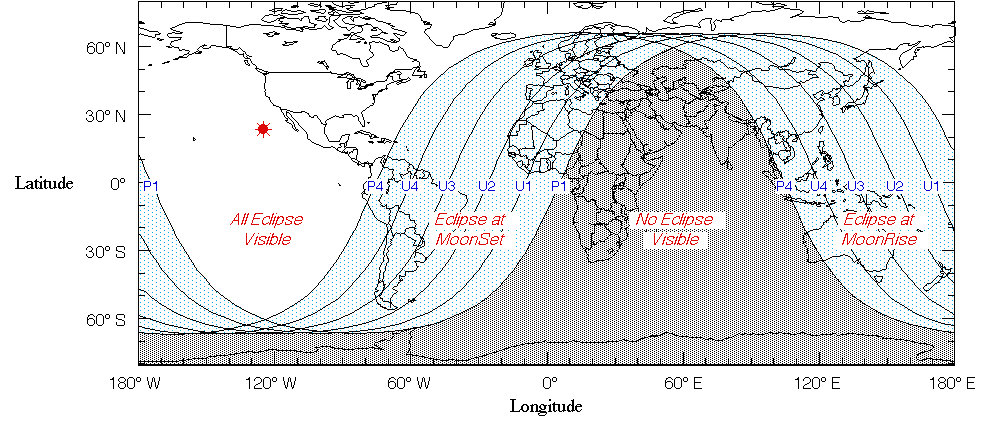
Місячне затемнення 21 грудня 2010 року

Населення Північної Америки могло спостерігати початок місячного затемнення 21 грудня о 1:33 EST (або 20 грудня о 22:33 PST). В цей момент край лімба Місяця почав входити в земну тінь й відповідно край Місяця почав забарвлюватися в темно-червоні тона. Протягом однієї години вся видима поверхня Місяця покрилася тінню Землі й о 02:41 EST (23:41 PST) почалось повне місячне затемнення тривалістю в 72 хвилини.

### Західна Європа та північна Африка
В Україні його можна було спостерігати з 9:41 до 10:53.
Населення Західної Європи та північної Африки також мало змогу спостерігати місячне затемнення безпосередньо перед заходом Місяця. Приблизно о 08:17 UTC 21 грудня видимий диск Місяця почав входити в напівтінь Землі через 36 хвилин (десь близько 08:53 UTC) він почав входити в область земної тіні. Впродовж приблизно години та восьми хвилин можна було спостерігати повне місячне затемнення аж до 10:01 UTC. Згодом Місяць перейшов в область земної напівтіні й десь о 11:05 UTC вся небесна вистава закінчилась.

## Розташування Місяця на небі
Місяць знаходився в площині екліптики у сузір'ї Оріона. Він формував яскравий трикутник на нічному небі разом з Бетельгейзе та Альдебараном. В ході місячного затемнення більш виразно можна було побачити Плеяди (M45) та Туманність Оріона (M42), які погано видно під час повного Місяця внаслідок його високої яскравості.

## Цікаві факти
Оскільки місячне затемнення припало практично на день зимового сонцестояння, то 21 грудня стало найтемнішим днем за останні 456 років.
Наступне повне місячне затемення 21 грудня можна буде спостерігати лиш у 2094 р.